# Rivaldo Coetzee
Rivaldo Roberto Genino Coetzee (Kakamas, 16 de outubro de 1996) é um futebolista sul-africano que atua como volante. Atualmente joga pelo Mamelodi Sundowns.
Formado na academia do Ajax Cape Town, Coetzee fez sua estreia profissional em 2014 e atuou um pouco menos de cem jogos pelo clube. Tornou-se o jogador mais jovem a representar a África do Sul, embora esse recorde tenha sido superado por Fagrie Lakay. 

## Carreira

### Ajax Cape Town
Coetzee é um produto da categoria de base do Ajax Cape Town, tendo ingressado no clube aos quinze anos de idade. Ele estreou na equipe profissional em fevereiro de 2014, aos dezessete anos, e conquistou os prêmios de "jogador do clube" e "jogador da temporada de 2016–17." Ele marcou seu primeiro gol pelo clube em 19 de agosto de 2017, antes de ser retirado por lesão em um empate contra o Golden Arrows.
Dois dias depois, o Ajax anunciou que havia concordado em vender o atleta ao Celtic, clube da elite escocesa. Posteriormente, a transferência proposta entrou em colapso já que o Coetzee falhou nos exames médicos, descobrindo um problema subjacente no pé direito. No total, disputou 95 jogos pelo clube e marcou apenas um gol.

### Mamelodi Sundowns
Apesar de ter falhado nos exames médicos do Celtic dias antes, Coetzee assinou a transferência para o Mamelodi Sundowns, rival do Ajax no PSL, por uma taxa juntamente com a transferência de Mario Booysen. Ele foi submetido a uma cirurgia corretiva no pé logo após sua chegada, o que resultou na ausência na temporada de 2017–18. Em agosto de 2018, o técnico dos Sundowns, Pitso Mosimane, revelou que a doença de Coetzee era mais grave do que se temia e que "ele ainda pode ficar dois anos sem jogar para melhorar".

## Títulos
Os títulos conquistados por Coetzee estão listados abaixo:
- Ajax Cape Town
  - Taça MTN 8: 2015.
- Mamelodi Sundowns
  - Premier Soccer League: 2018-19.
  - Copa da Liga Sul-Africana: 2019-20.

## Carreira internacional
Coetzee fez sua estreia internacional pela seleção sul-africana em uma partida da qualificação para a Copa das Nações Africanas, em 12 de outubro de 2014, contra o Congo. Com dezessete anos e 361 dias, ele se tornou o jogador mais jovem a representar o país. O recordo, posteriormente, foi superado por Fagrie Lakay.
Ele foi convocado para integrar o elenco no Campeonato Africano das Nações de 2015, realizado na Guiné Equatorial.  Contudo, ele sofreu uma lesão e teve que ser substituído por Siyabonga Nhlapo após 29 minutos No ano seguinte, Coetzee integrou o grupo da seleção olímpica nos Jogos do Rio de Janeiro.